# Gajjaganahalli, Challakere
Gajjaganahalli là một làng thuộc tehsil Challakere, huyện Chitradurga, bang Karnataka, Ấn Độ.